# Chrysodeixis buchholzi
Chrysodeixis buchholzi là một loài bướm đêm trong họ Noctuidae.